# Han Ji-min
Han Ji-min née le 5 novembre 1982 à Seoul, est une actrice sud-coréenne.

## Biographie
Après des rôles mineurs dans All In et Dae Jang Geum, Han a eu son rôle d'évasion dans la série de vengeance Resurrection en 2005. Cela a été suivi par des rôles principaux dans des drames d'époque Capital Scandal et Yi San, des drames contemporains Cain and Abel et Padam Padam, drames romantiques Rooftop Prince, Familiar Wife, et The Light in Your Eyes, ainsi que le film dramatique Miss Baek, pour lequel elle a été nommée Meilleure actrice au 55th Baeksang Arts Awards. En 2022, Han a joué dans une série au format omnibus Our Blues,,.